# Vụ va chạm trên đường băng sân bay Haneda 2024
Vụ va chạm trên đường băng sân bay Haneda năm 2024 (2024年に羽田空港滑走路で衝突 2024-Nen ni Haneda kūkō kassō-ji de shōtotsu) là một vụ tai nạn hàng không xảy ra vào ngày 2 tháng 1 năm 2024 tại Sân bay Haneda, đặc khu Ōta thuộc Tokyo. Vào lúc 17:47 JST (08:47 UTC) ngày 2 tháng 1 năm 2024, chiếc máy bay Airbus A350 chở khách của hãng hàng không Japan Airlines mang số hiệu chuyến bay JL516, theo lịch trình bay từ Sân bay Chitose mới (Chitose, Hokkaidō) đến Sân bay Haneda (Ōta, Tokyo), đã va chạm với một chiếc De Havilland Dash 8 của Lực lượng Bảo vệ bờ biển Nhật Bản, trong khi đang hạ cánh. Cả hai chiếc máy bay đều bốc cháy và bị phá hủy hoàn toàn. Tuy tất cả 367 hành khách (gồm 8 trẻ em) cùng 12 thành viên phi hành đoàn trên chiếc A350 đã được sơ tán an toàn, nhưng vụ va chạm đã khiến 5 thành viên phi hành đoàn trên chiếc Dash 8 thiệt mạng.
Vụ tai nạn đánh dấu sự cố nghiêm trọng đầu tiên, cũng như là sự việc gây tổn thất thân tàu đầu tiên của dòng Airbus A350, cũng như vụ tai nạn hàng không gây tử vong đầu tiên liên quan đến Japan Airlines kể từ năm 1985.

## Máy bay

### Japan Airlines
Máy bay dân dụng là loại Airbus A350-941, mang số đăng bạ JA13XJ, số sê-ri nhà sản xuất là 538, trang bị hai động cơ Rolls-Royce Trent XWB. Máy bay có chuyến bay đầu tiên vào tháng 9 năm 2021 và được giao cho Japan Airlines vào tháng 11 năm 2021. Vì vụ tai nạn mà nó đã trở thành chiếc Airbus A350 đầu tiên đã bị loại biên vì hư hỏng nghiêm trọng không thể khắc phục.

### Lực lượng Bảo vệ bờ biển Nhật Bản
Máy bay quân sự liên quan là chiếc De Havilland Canada Dash 8-300, mang số đăng bạ JA722A với số sê-ri của nhà sản xuất là 656 và được giao cho Lực lượng Bảo vệ bờ biển Nhật Bản vào tháng 2 năm 2009.

## Diễn biến

Sơ đồ sân bay với vị trí xảy ra va chạm trên đường băng và mảnh vỡ của cả hai máy bay.

Chuyến bay JL516 khởi hành từ Sân bay Chitose mới lúc 16:27 JST (07:27 UTC). Vào khoảng 17:47, máy bay đã va chạm với một chiếc DHC-8-315 Dash 8 của Lực lượng Bảo vệ bờ biển Nhật Bản khi đang cố gắng hạ cánh xuống sân bay Haneda trên đường băng 34R. Hãng hàng không cho biết toàn bộ 367 hành khách và 12 thành viên phi hành đoàn đã được sơ tán. Hình ảnh cho thấy ngọn lửa bốc lên từ giữa máy bay khi máy bay nghiêng về phía trước. Các cảnh quay khác cho thấy chiếc máy bay hoàn toàn chìm trong biển lửa với đôi cánh vẫn còn nguyên. Lực lượng cứu hỏa có mặt tại hiện trường khoảng ba phút sau va chạm giữa hai máy bay.
Máy bay của Lực lượng Bảo vệ bờ biển Nhật Bản chở 6 thành viên phi hành đoàn được cho là đang chuẩn bị bay tiếp tế đến Niigata để ứng phó với trận động đất ở Bán đảo Noto 2024 năm 2024 xảy ra một ngày trước đó. Cơ trưởng đã thoát ra được nhưng bị thương nặng, trong khi 5 thành viên phi hành đoàn còn lại được Sở cứu hỏa Tokyo xác nhận đã thiệt mạng.

## Hậu quả

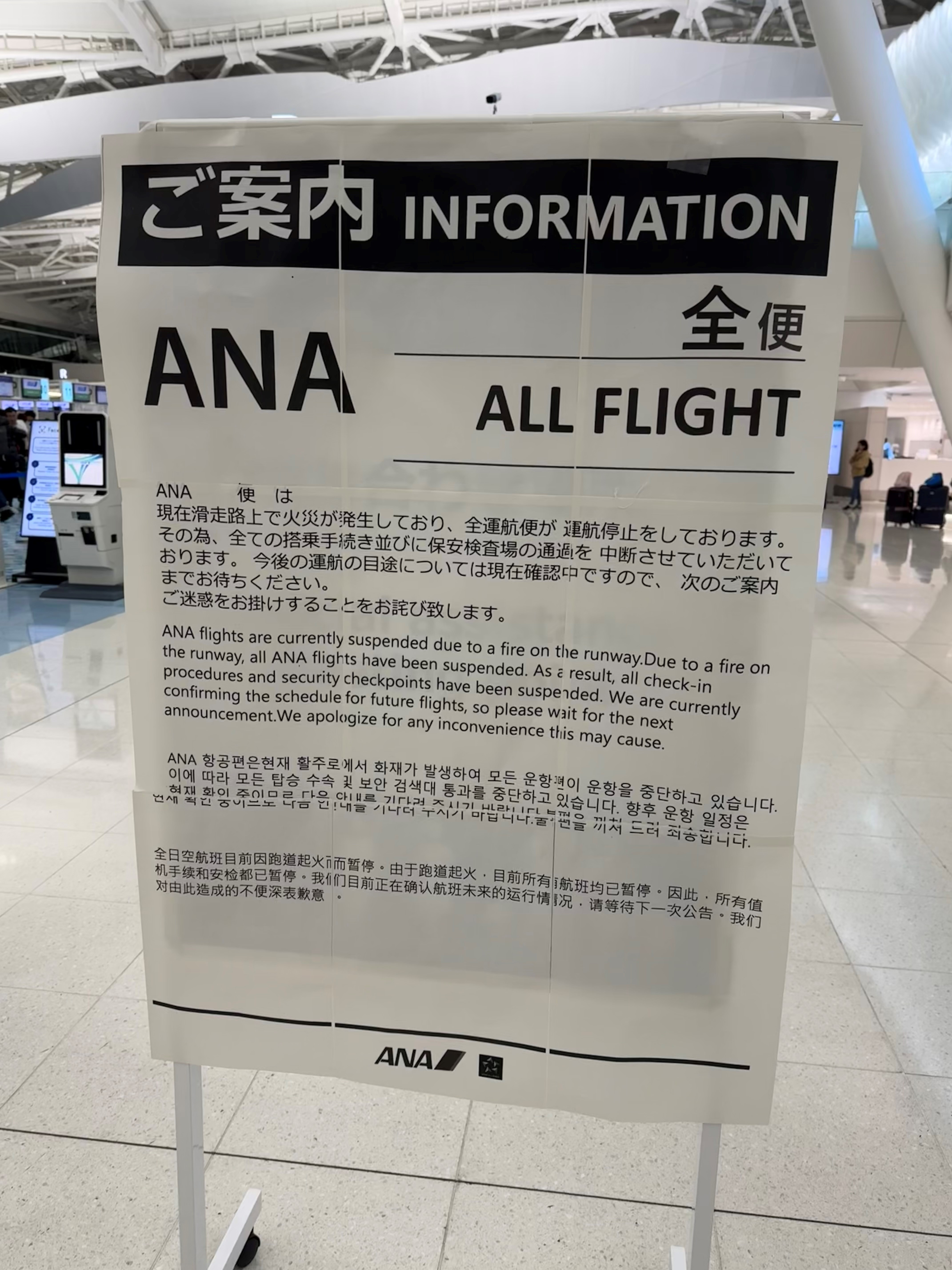
Một thông báo về việc đình chỉ các chuyến bay của ANA, bên trong Nhà ga số 2 của Sân bay Haneda

Mặc dù tất cả hành khách và phi hành đoàn trên máy bay Airbus A350 đã được sơ tán với một vài thương tích nhỏ, máy bay đã bị hư hỏng không thể sửa chữa. JAL ước tính thiệt hại 15 tỷ yên (105 triệu đô la), được bảo hiểm chi trả. Máy bay theo ngay sau Chuyến bay 516—JAL166, Boeing 737-800 đang tiếp cận đường băng 34R—đã thực hiện một vòng quay ở độ cao 1.150 foot (350 m) trước khi chuyển hướng đến Sân bay Quốc tế Narita. Ngoài ra còn có một số chuyến bay đang chờ cất cánh; hầu hết quay trở lại nhà ga sau khi đường băng bị đóng cửa.
Sự cố xảy ra khi nhiều người đang đi du lịch vào kỳ nghỉ năm mới, một trong những khoảng thời gian du lịch bận rộn nhất trong năm. Tất cả các đường băng tại Sân bay Haneda đã tạm thời bị đóng cửa sau vụ tai nạn, và nhiều chuyến bay đã được chuyển hướng đến Sân bay Narita gần đó, cũng như Sân bay Quốc tế Chubu Centrair và Sân bay Quốc tế Kansai. Những chuyến bay khác cũng đã bị hủy do hậu quả của vụ tai nạn, với việc All Nippon Airways công bố 112 chuyến bay nội địa bị hủy trong phần còn lại của ngày và JAL hủy 116 chuyến bay nội địa. Vào khoảng 21:30 JST (12:30 UTC), ba đường băng còn lại của Sân bay Haneda đã được mở cửa trở lại theo Bộ Đất đai, Hạ tầng, Giao thông và Du lịch (MLIT). Khoảng 140 chuyến bay đã bị hủy vào ngày 3 tháng 1, trong khi ít nhất 34.000 hành khách bị ảnh hưởng bởi sự gián đoạn chuyến bay sau vụ tai nạn. Việc hủy bỏ tiếp tục cho đến ngày 5 tháng 1, với ít nhất 215 chuyến bay bị hủy vào ngày đó.
Chính phủ Nhật Bản đã thành lập một văn phòng liên lạc thông tin tại Trung tâm Quản lý Khủng hoảng ở Văn phòng Thủ tướng. Hội đồng An toàn Giao thông Nhật Bản thông báo rằng một cuộc điều tra chính thức sẽ bắt đầu vào ngày 3 tháng 1.

## Phản ứng
Thủ tướng Nhật Bản Kishida Fumio đã gửi lời chia buồn tới những người thiệt mạng, đề cập đến việc họ phục vụ cho các nạn nhân trong trận động đất ở Bán đảo Noto.

## Điều tra
Ủy ban An toàn Giao thông Nhật Bản đã thu hồi dữ liệu chuyến bay và máy ghi âm của máy bay cảnh sát biển vào ngày 3 tháng 1 năm 2024, trong khi việc điều tra máy bay JAL vẫn đang tiến hành.
Cục Điều tra và Phân tích An toàn Hàng không Dân dụng (BEA) của Pháp đã thông báo trên Twitter rằng họ sẽ hợp tác với Airbus trong quá trình điều tra. Họ cũng cho biết thêm rằng họ sẽ cử một đội đến Nhật Bản để điều tra vụ việc, là giao thức của họ về các vụ tai nạn liên quan đến máy bay Airbus.
Các nhà điều tra Vương quốc Anh từ nhà sản xuất động cơ Rolls-Royce cũng đã lên kế hoạch tham gia điều tra cùng họ.
Vào ngày 3 tháng 1, MLIT đã phát hành bản ghi thông tin liên lạc kiểm soát không lưu, 4 phút và 27 giây cuối cùng trước vụ tai nạn. Tài liệu cho thấy rằng trước vụ tai nạn, điều khiển không lưu đã thông qua máy bay JAL để hạ cánh trên đường băng 34R, Trong khi máy bay của cảnh sát biển được hướng dẫn giữ đường băng tại điểm giữ C5. Tuy nhiên, theo NHK, trích dẫn một nguồn tin trong Lực lượng Bảo vệ Bờ biển, đã báo cáo rằng phi công của máy bay cảnh sát biển tuyên bố đã được thông qua để cất cánh. Họ cũng báo cáo rằng cảnh sát đang điều tra sơ suất nghề nghiệp có thể là nguyên nhân của vụ việc. Các kiểm soát viên không lưu sau đó nói với các quan chức MLIT rằng họ đã không nhận thấy máy bay của cảnh sát biển đang di chuyển trên cùng một đường băng với JAL 516 mặc dù đã yêu cầu họ ở lại trên đường băng, nói thêm rằng họ đang bận với việc hỗ trợ các máy bay khác.
Theo một bản sao của bản tin được các nhà quản lý đăng tải vào ngày 25 tháng 12 năm 2023, các thanh đèn dừng tại các điểm giữ cho đường băng 34R đã ngừng hoạt động. Các thanh đèn dừng được nhúng trong đường băng như một biện pháp an toàn bổ sung để ngăn chặn các ngã rẽ sai.